# Reitwein
Reitwein je lázeňské město v Německu na jihozápadě Braniborska
v zemském okrese Marecké Poodří, 25 km severozápadě od Frankfurtu nad Odrou.